# Eurytos (König von Oichalia)

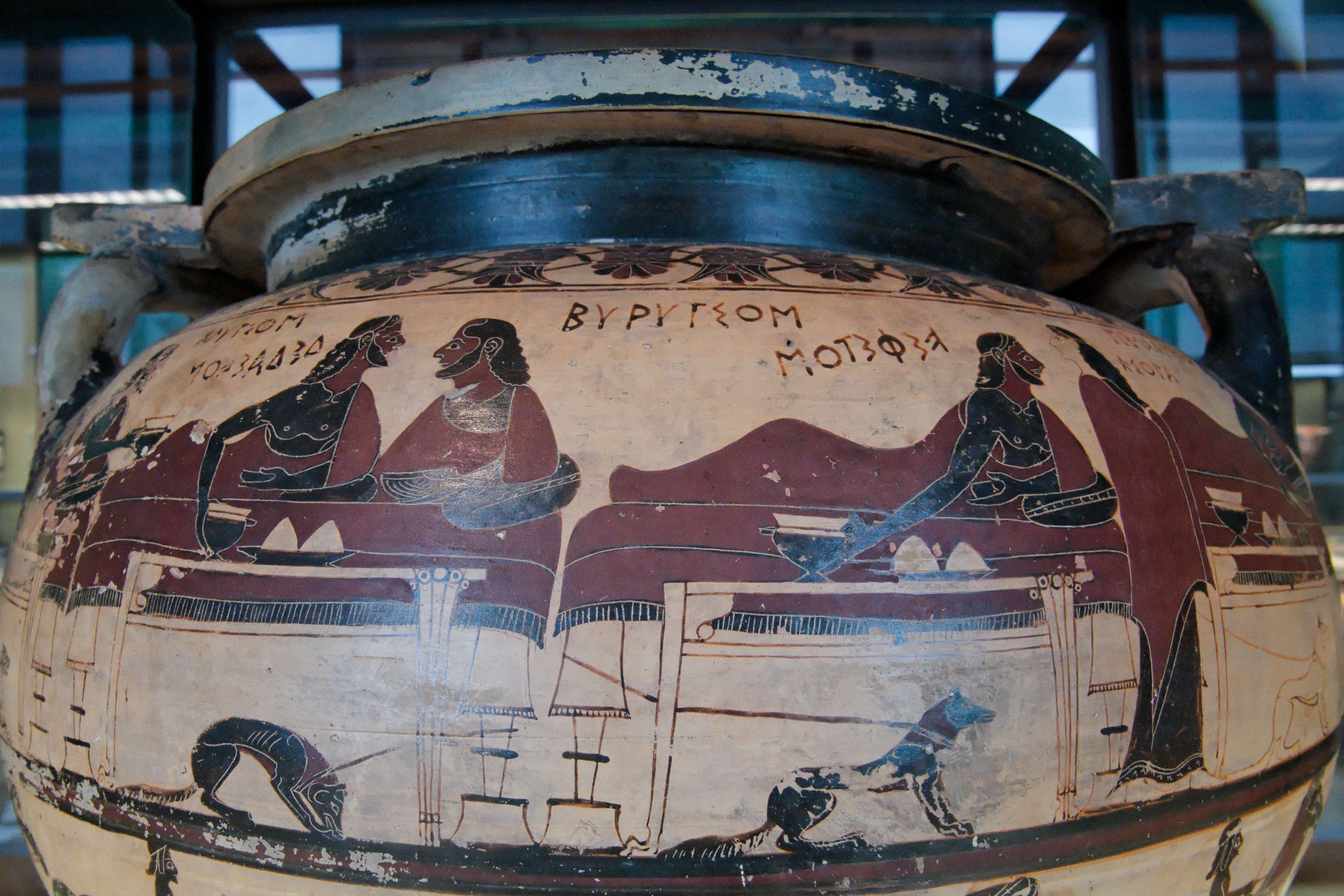
Der Eurytios-Krater, um 600 v. Chr. mit Eurytos und seinen Kindern; von links nach rechts:: Klytios (ΚΛΥΤΙΟΣ), Didaiwon (ΔΙΔΑΙϜΟΝ), Eurytios (ΕΥΡΥΤΙΟΣ), Wiphitos (ϜΙΦΙΤΟΣ) und Wiola (ϜΙΟΛΑ)

Eurytos (altgriechisch Εὔρυτος Eúrhytos, deutsch ‚reichlich fließend‘) ist ein König der griechischen Mythologie. Er ist der König von Oichalia und der Vater des Iphitos, Klytios, Toxeus, Deion sowie der Dryope und der Iole.
Iole wollte er mit demjenigen vermählen, der gegen seine Söhne und ihn einen Wettkampf im Bogenschießen gewänne. Daraufhin wurde er von Herakles besiegt, verweigerte diesem jedoch seine Tochter mit der Begründung, er hätte mit magischen Pfeilen betrogen. Insgeheim befürchtete er jedoch, dass Herakles deren Kinder, wie die Kinder der Megara, in einem Tobsuchtsanfall umbringen könnte. Außerdem beschuldigte Eurytos den Herakles eines Viehdiebstahls.
Iphitos, auf der Suche nach den vermissten Rinder, kam auch zu Herakles. Dieser lockte ihn unter dem Vorwand der besseren Fernsicht über das Land auf die Stadtmauer von Tiryns und stürzte ihn aus Rache oder in einem Anfall von Wahnsinn hinunter. Zur Sühne dieses Verbrechens musste sich Herakles von Hermes in die Sklaverei verkaufen lassen, den Kaufpreis davon sollten die Kinder des Iphitos erhalten, die dieses jedoch ablehnten.
Später stürmte Herakles Oichalia, tötete Eurytos und dessen verbliebene Söhne und raubte Iole, um sie mit seinem Sohn Hyllos zu vermählen.
In der Odyssee von Homer erzählt Odysseus, dass Eurytos durch einen Pfeil des Apollon gestorben sei, da er diesen zu einem Duell im Bogenschießen herausforderte. Gemäß Pausanias wurden seine Gebeine im Karnasischen Hain bei Andania in Messenien aufbewahrt.